# Ріхард Роте-Рот
Ріхард Роте-Рот (нім. Richard Rothe-Roth; 24 березня 1898, Вюрцбург — 9 листопада 1972, Мюнхен) — німецький військово-морський діяч, контрадмірал крігсмаріне (1 квітня 1944).

## Біографія
3 жовтня 1916 року вступив добровольцем на флот. Служив на важкому крейсері «Фрейя», в 1-му корабельному артилерійському полку, флотилії ескадрених міноносців «Фландрія», з грудня 1917 року — на легкому крейсері «Емден». Закінчив торпедне училище в Мюрвіку (1923). З 23 грудня 1923 року — вахтовий офіцер на міноносці G-11, з 26 вересня 1925 року — командир міноносця G-10. З 9 лютого 1926 року — груповий офіцер військово-морського училища в Мюрвіку, з 26 вересня 1928 року — командир міноносця S-19. 1 жовтня 1930 року призначений 2-м ад'ютантом військово-морських верфей Вільгельмсгафена. З 6 жовтня 1932 року — торпедний, з 19 січня 1933 року — навігаційний офіцер на крейсері «Емден», з 1 квітня 1933 року — 1-й торпедний офіцер на броненосці «Дойчланд». 1 жовтня 1934 року переведений в штаб корабельної кадрованої дивізії «Нордзе», з 1 квітня 1935 року — радник штабу 2-го адмірала військово-морської станції «Нордзе». 17 вересня 1937 року переведений в командування флоту 3-м офіцером Адмірал-штабу. З 20 грудня 1940 року — 1-й офіцер Адмірал-штабу в штабі 2-го адмірала флоту. 13 червня 1941 року переведений в розпорядження командувача флотом, 1 вересня 1941 року — в розпорядження ОКМ. 7 листопада 1941 року очолив штаб адмірала Егейського моря, а 1 лютого 1943 року призначений командиром важкого крейсера «Адмірал Шеер». 5 квітня 1944 року став останнім історія Третього Рейху начальником штабу флоту. 23 травня 1945 року заарештований владою союзників. 4 травня 1948 року звільнений.

## Нагороди
- Залізний хрест 2-го класу
- Морський нагрудний знак «За поранення» в чорному
- Фландрійський хрест із застібкою «Морська війна»
- Почесний хрест ветерана війни з мечами
- Медаль «За вислугу років у Вермахті» 4-го, 3-го і 2-го класу (18 років; 2 жовтня 1936) — отримав 3 нагороди одночасно.
- Застібка до Залізного хреста 2-го класу
- Залізний хрест 1-го класу
- Нагрудний знак флоту
- Нагрудний знак «За поранення» в сріблі